# Les Carasses
|  | No s'ha de confondre amb Carasses. |

Les Carasses és una antiga masia de Sant Andreu de Palomar (Barcelona), catalogada com a bé cultural d'interès local. Actualment acull l'Escola Municipal Ignasi Iglésias.

## Descripció
És una masia de tres plantes. Els cossos laterals se li afegiren posteriorment i formen galeries amb porxos i terrassa a dalt. Presenta grans balconades i un portal dovellat. La façana està molt ben decorada, amb unes figures de terracota a la part alta, que donaren nom a l'edifici.
Es pot pujar a les terrasses per unes escales. La masia està envoltada d'una tanca i jardins i s'hi accedeix per una reixa de ferro.

## Història
En entrar al vestíbul de la casa es pot llegir una inscripció que diu que es començà a construir l'any 1650 i s'acabà el 1651.
El 1825, va ser reformada per Jaume Oliveras, que va afegir els cossos laterals i li va donar l'aspecte actual. L'any 1931 es va modificar l'interior i l'entorn per adaptar-lo a la instal·lació de l'Escola Ignasi Iglésias.